# Semolina leucotricha
Semolina leucotricha är en fjärilsart som beskrevs av Clarke 1971. Semolina leucotricha ingår i släktet Semolina och familjen fransmalar. Inga underarter finns listade i Catalogue of Life.